# Guerre civile du Kongo
La guerre civile du Kongo (1665–1709) est un  conflit interne entre des familles royales rivales du  royaume du Kongo. La guerre se poursuit du milieu du XVIIe siècle au début du XVIIIe siècle opposant les partisans de la maison Kinlaza à ceux de la maison Kimpanzu. De nombreuses autres factions participent au conflit en mettant en avant leurs liens familiaux avec l'une ou l'autre des deux parties principales telles que les Água Rosada de Kibangu et les da Silva du Soyo. À la suite de ce conflit la capitale du Kongo  Mbanza-Kongo alors dénommée « São Salvador »  est détruite et de nombreux  Bakongo sont vendus comme esclaves dans le contexte de la Traite transatlantique.

## Origines
Le royaume de Kongo a atteint son apogée sous le règne de son roi le plus puissant Garcia II. Le roi Garcia II accède au pouvoir à la mort de son frère, Álvaro VI, qu'il avait aidé à s'emparer du trône aux dépens de la maison de Kimpanzu. Ensemble, les frères ont établi une nouvelle dynastie nommée d'après le kanda Nlaza, issu de la maison Kinlaza. L'accession au trône de cette dynastie, qui proclame sa légitimité à occuper le trône en ligne matrilinéaire par opposition aux prétentions patrilinéaires des Kimpanzu et de la maison de Nsundi, est accueillie dès le début avec hostilité et les prétendants  rivaux au trône de Kongo, l'État le plus puissant de l'Afrique centrale, s'unirent derrière les Kimpanzu. Lorsque le roi Garcia II prend le pouvoir, les Kimpanzu se réfugient dans les domaines du comte de Soyo qui accorde son soutien aux partisans des Kinkanga(Nsundi) et Kimpanzu à l'intérieur du Kongo tout en réclamant pour lui le titre de « Prince » et plus tard de « Grand prince ».
À la fin du règne de Garcia II, le Soyo est devenu complètement indépendant du Kongo et il entretient l'hostilité ouverte entre les maisons de Kinlaza et Kimpanzu, y compris par le biais de complots contre à la vie du roi et de campagnes  militaires.

## Prémices de la guerre
En 1661 le roi Garcia II, meurt laissant le trone à son fils puiné António. Le roi Antoine Ier est déterminé à chasser les Portugais de l'Angola, car ils étaient une menace dans le flanc du Kongo depuis 1622. Le pari du roi Garcia II d'aider les Hollandais dans leur courte guerre avec le Portugal pour le port de Luanda avait mal tourné. Maintenant, le Portugal était devenu plus fort que jamais avec le contrôle de Luanda, source  d'approvisionnement en coquilles Nzimbu; l'argent du Kongo. De plus en plus, le Kongo devait compter sur le soutien néerlandais, qui n'était pas très ferme et avec le Soyo en tant que concurrent. Ces événements avaient contraint le successeur de Garcia II, Antoine Ier, à adopter une attitude fortement anti-portugaise.

### Bataille d'Ambuila
En dépit des tensions croissantes entre les États, l'origine de la guerre est un conflit local lié à une dispute familiale dans la petite localité frontière de Mbwila. La chefferie avait fait allégeance dans le passé à la fois au  Kongo et à l'Angola portugais. En 1665 un conflit éclate entre le prétendant à la chefferie et sa tante, ce qui entraine le Kongo et l'Angola dans une confrontation, le Kongo appuyant le prétendant et l'Angola sa tante ! Les deux armées se rencontrent lors de la bataille d'Ambuila le 29 octobre 1665. À l'issue du combat, le Kongo est sévèrement défait. le roi  António Ier et de nombreux nobles  Kinlaza sont tués au combat ; la couronne royale et le sceptre sont envoyés au Portugal comme trophées. L'hériter du trône est capturé et envoyé à Luanda avec la tête coupée du roi António. Le trésor royal dont il ne se séparait pas même sur le champ de bataille de peur de ses rivaux est également perdu. Privé de son roi et des symboles de la royauté, le royaume sombre dans la guerre civile entre les partisans des Kinlaza et des Kimpanzu qui veulent s'emparer du trône.

## Intervention du Soyo au Kongo
La bataille de Mbwila n'a pas occasionné un changement majeur des frontières en Afrique centrale. Le Kongo et l'Angola n'ont pas plus resserré leur contrôle sur cette région frontalière qu'avant la bataille. Le principal bénéficiaire de la  défaite du Kongo est le comté de Soyo, qui abrite de nombreux partisans du Kanda Kimpanzu. Le comté de Soyo, gouverné par les da Silva, avait été le refuge des Kimpanzu exilés qui s'étaient implantés dans la région de Luvota dans le sud du pays. Sans rencontrer beaucoup d'opposition au Kongo, les da Silva réussirent à imposer leur volonté aux prétendants au trône tant Kinlaza que Kimpanzu.

### Début de l'intervention du Soyo
Le roi Alphonse II du Kongo et Nkondo, qui ne doit pas être confondu avec le roi Alphonse II du Kongo du XVIe siècle, prend le pouvoir après la mort d' Antoine Ier. L'ascension au trône d'Alphonse II, du parti Kimpanzu, favorise  les plans du comte de Soyo. Les Kinlaza ne tardent pas à se lever contre lui; ils le chassent et investissent à sa place Álvare VII. Le roi déchu s'enfuit à Nkondo, où il continue à revendiquer la royauté sur le Kongo jusqu'à sa mort.

### Invasions du Kongo (1666 et 1669)
Le roi Álvare VII s'avère rapidement être un tyran, détesté à la fois par ses rivaux politiques et par le peuple. Dans un geste sans précédent, le comte de Soyo marche sur la capitale et aidé par le peuple il renverse et tue d'Álvare VII En juin, un nouveau roi Kinlaza est élu. De ce fait l'élection du souverain était désormais placée sous le contrôle du Soyo. Ce roi Álvaro VIII règne pendant trois années. Il autorise les Portugais à chercher de l'or dans son royaume, mais aucun métal précieux ne se trouve dans le royaume. La maison de Kinlaza garde le contrôle officiel du trône, mais le comte de Soyo se révèle être le véritable maître du royaume. Le roi Pierre III, un autre  Kinlaza qui manifeste moins de sympathie envers Soyo, parvient au pouvoir en janvier 1669. D. Paulo da Silva Ier le comte de Soyo envoie une force armée contre le Kongo et chasse le souverain. A cette époque les da Silva veulent placer de nouveau un souverain Kimpanzu sur le trône. Le roi Pierre III s'enfuit à Lemba (également connu sous le nom de  Mbula or Bula), mais poursuit ses interventions au Kongo.

### Fin de l'intervention du Soyo
Le roi  Álvare IX est mis au pouvoir par le Soyo dans l'espoir qu'un Kimpanzu soit plus facile à contrôler. Cependant, même parmi les Kimpanzu, les nobles commençaient à vouloir rejeter à l'ingérence de Soyo au Congo. En 1670 Álvare IX est détrôné par le Marquis de Mpemba  Dom Raphaël. Contrairement à son prédécesseur, Raphaël Ier était un Kinlaza qui voulait échapper au contrôle des da Silva.

#### Bataille de Kitombo
Une fois sur le trône, ce roi ambitieux  demande l'aide des Portugais pour évincer ses tuteurs de Mbanza-Soyo avec la promesse de droits miniers et la possibilité de punir le Soyo pour ses transactions commerciales avec les « Hérétiques » (c'est-à-dire: non-Catholique) Hollandais, L'Angola portugais envoie une armée commandée par João Soares de Almeida. Après une victoire initiale obtenue sur le  Soyo, sur le fleuve Mbrije en août 1670, au cours de laquelle le comte régnant Paulo da Silva Ier (1658-1670) est tué, l'armée Angolaise est écrasée lors de la Bataille de Kitombo par les forces du Soyo menées par  Estêvão da Silva Ier,(1670-1672), frère et successeur  du défunt comte.
Cette victoire brise les ambitions Portugaises au Kongo jusqu'au XIXe siècle mais laisse le Soyo dans une situation précaire. Le roi Raphaël Ier reste sur son trône car le Soyo se trouve désormais accaparé par la protection de ses propres frontières et l'obtention d'une reconnaissance pontificale. La victoire de Kitombo est célébrée dans certaines régions d'Angola le jour de la Saint Luc, 18 octobre.

## Le Sac de São Salvador
Les Kimpanzu continuent de régner sur le royaume malgré sa situation fragile. Les provinces les plus puissantes comme Nsundi et Mbata ont fait défection, et le pouvoir royal s'affaiblit encore lorsque les routes commerciales son déroutées vers des régions plus stables du Kongo, du  Soyo et même vers le Loango. Le roi  Raphaël Ier est brièvement remplacé par le Marquis of Nkondo, Alphonse III du Kongo avant d'être rétabli et d'avoir comme successeur  sur le trône Daniel Ier.
Le roi Daniel Ier règne pendant quatre années avant que les Kinlaza ne mettent en œuvre une dernière et désastreuse tentative pour reprendre le trône. L'ex-souverain déposé Pierre III marche sur São Salvador avec ses mercenaires Yakas, il s'ensuit un combat au cours duquel le roi  Daniel Ier est massacré, la capitale pillée, brulée et rasée par les guerriers païens en 1678.
La destruction de la capitale contraint les prétendants de tous les partis à se retirer dans leurs forteresses des régions montagneuses bases de leur pouvoir. Les Kinlaza se retirent à Mbula tandis que les Kimpanzu installent leur quartier général à Mbamba Luvota dans le sud du Soyo. São Salvador devient le refuge des animaux sauvages, où les prétendants viennent s'auto couronner puis s'en retirent précipitamment pour fuir la vindicte des partis ennemis. Même après sa restauration la ville ne retrouvera jamais sa prééminence ancienne.

## Le royaume divisé
Sans centre politique et commercial, le royaume autrefois puissant avait cessé d'exister depuis deux décennies. Cela n'empêchait pas les prétendants au trône de s'entre-tuer. Le roi Pierre III est assassiné en 1680 au mépris d'une trêve par Manuel de Vuzi a Nóbrega qui veut venger la mort de son frère le roi Daniel Ier. Pierre III a comme successeur son jeune frère Jean. Le roi Jean II combat sans relâche mais en vain pour dominer un autre bastion des Kinlaza à Kibangu.
Kibangu un moment contrôlé par Sébatien Ier (tué en 1670) tombe finalement aux mains de ses fils lors de la succession de Manuel Alphonse Ier de Kibangu. Deux frères du Kanda Água Rosada, issu d'un père Kimpanzu et d'une mère Kinlaza, détrônent Manuel en 1688. L'ainé des deux frères Álvare X, règne sur la forteresse des montagnes jusqu'à sa mort en décembre 1695. Ce sera son frère cadet et successeur, Pierre IV, qui mènera à bien la restauration du royaume du Kongo. Pendant ce temps, Manuel de Vuzi a Nóbrega, frère du roi Daniel Ier, règne à Mbamba Lovata au nom des Kimpanzu avec l'accord de sa mère la puissante reine Suzana de Nóbrega. Manuel a Nóbrega s'appuie sur le  Soyo pour faire la guerre à tous les Kinlaza  dont la reine Ana Afonso de Leão, la matriarche des Kinlaza.

### Les Antoniens
En pleine guerre civile au Kongo (et peut-être à cause de cette situation) un mouvement religieux se développe sous la direction d'une jeune femme noble. Kimpa Vita, baptisée sous le nom de Dona Beatriz. La famille de la jeune femme vivait dans la sphère d'influence des Kinlaza. Elle se proclame inspirée par l'esprit de Saint Antoine, d'où le nom de Mouvement antonianiste qui lui est attribué. Le Saint lui parle lors de visions et lui déclare que sa mission est de réunifier le royaume du Kongo. Elle se rend alors dans les forteresses de montagnes des Kinlaza (Kibangu  et Bula) et proclame que sa mission est de convaincre les différents prétendants de revenir à São Salvador et de mettre fin au bain de sang. Après avoir été éconduite par chacun d'eux, elle rassemble ses suivants et marche vers les ruines de l'ancienne capitale en octobre ou novembre 1704. Avec l'assistance de  Pierre "Kibenga" Constantin da Silva, un chef de guerre, d'origine mi-Kimpanzu/mi-da Silva nominalement loyal à Pierre IV, Dona Beatriz évolue alors du simple fanatisme religieux à la responsabilité politique. Le roi Pierre IV, sous la pression des missionnaires capucins, la fait arrêter elle est condamnée pour hérésie et brulée vive. Le roi Pierre occupe ensuite  São Salvador et réunifie le royaume pour son propre compte.

### Bataille de São Salvador
Le roi Pierre œuvrait à la réunification du royaume du Kongo avant la montée en puissance des Antoniens. Il avait obtenu la soumission de presque tous les prétendants par des moyens plus politiques plus que militaires. Même les Kimpanzu l'avaient reconnu. Le 15 février 1709, le roi Pierre marche sur São Salvador à la tête de son armée portant seulement une croix. Dans la bataille qui suit entre Pierre IV et Pierre Constantin da Silva, les Antoniens sont mis en déroute. Constantin da Silva est capturé et décapité alors qu'il tentait de se rendre.

### Bataille de Mbula
Les Antoniens vaincus se réfugient à Bula et demandent l'aide de Jean II, qui refusait de reconnaitre aucun roi au Kongo en dehors de lui-même ! Le roi Jean marche avec ses troupes vers le sud pour voir ce qui pourrait être conquis au détriment de de Pierre IV. Le jour de la fête de  Saint Francois le 4 octobre, les armées de Jean II et de Pierre IV s'affrontent sur le territoire de Mbula. Le roi Pierre  IV est de nouveau victorieux, et Jean II doit s'enfuir à  Lemba. Le roi Pierre IV est si heureux de sa victoire qu'il l'attribue à Saint-François et renomme sa place forte São Francisco de Kibangu.

## Fin de la guerre
Après ces combats, Pierre IV se consacre à la réunification du Kongo et à la paix entre les Kinlaza et Kimpanzu. Un pardon général est accordé à tous les Kimpanzu. Manuel Makasa, le demi-frère cadet de Kibenga, devient le gendre et l'héritier de Pierre IV.
Le roi Pierre IV meurt en 1718 laissant un royaume plus ou moins réunifié avec sa capitale réinstallée à São Salvador. Le Prince Manuel Masaka devient roi sous le nom de Manuel II du Kongo. Après lui, Garcia IV Nkanga a Mvemba lui succède pacifiquement sur le trone  selon le compromis mis en place par Pierre IV. Le roi Garcia IV, était un membre de la faction Kinlaza de  Mbula qui après lui abandonne ses revendications directes au trône du Kongo. Les descendants du roi Pierre IV qui demeuraient à Kibangu se prévalaient du titre de « Prince » mais sans revendiquer le titre de roi du Kongo. Une paix précaire règne pendant le demi-siècle suivant. Le trône est dévolu à tour de rôle aux  Kinlaza de l'est et aux Kimpanzu de l'ouest. Malgré la  restauration de la monarchie, les jours glorieux du Kongo se sont définitivement estompés. Le royaume ne retrouva jamais sa prédominance économique ou politique, et se désintégrera entre des féodalités qui reconnaissaient officiellement le roi du Kongo mais pas véritablement son contrôle ni son autorité.